# Lupinus hartmannii
Lupinus hartmannii är en ärtväxtart som beskrevs av Charles Piper Smith. Lupinus hartmannii ingår i släktet lupiner, och familjen ärtväxter. Inga underarter finns listade i Catalogue of Life.